# Iraí (Rio Grande do Sul)
Iraí é um município brasileiro do estado do Rio Grande do Sul. Sua população estimada em 2021 foi de 7.046 habitantes. É uma conhecida como estância hidromineral.
O Balneário Osvaldo Cruz, localizado em Iraí, possui a melhor água mineral termal do Brasil e a segunda melhor do planeta, tendo sido condecorada em Sevilha, na Espanha, na década de 30. Suas águas minerais termais são recomendadas como método terapêutico por médicos e especialistas e atraem visitantes de todo o Brasil e de países vizinhos. Compõe a Rota das Águas e Pedras, região turística do Rio Grande do Sul conhecida pela pureza de suas águas termais e lama negra medicinal, além da produção de pedras semipreciosas.

## História
Em meados de 1893, um grupo de 200 habitantes provenientes do município de Cruz Alta, partidários da Revolução Federalista, cruzaram as terras pertencentes ao então Município de Palmeira das Missões, rumo às barrancas do rio Uruguai, num percurso de 120 km. Nos primeiros tempos estes refugiados enfrentaram dificuldades por estarem isolados de qualquer núcleo populacional. Numa das suas incursões em busca de alimento, encontraram um local às margens de um arroio, com várias fontes quentes e frias que brotavam com grande força e cujas águas traziam um cheiro característico, atraindo, devido às suas qualidades, grande quantidade de animais de caça. Inicialmente denominaram o local das fontes de Barreiro do Mel pois a margens deste arroio era cercada de colmeias. Como em todo o Alto Uruguai, a região em que se localiza este município foi primitivamente habitado por Índios. Estes denominavam esta região por Irahy' que na língua indígena significa: ira=mel e hy=água, tradução literal Águas do Mel. Termo que mais tarde seria adotado como nome do  município.
Em 1914 o local onde se tomavam banhos no então 8º Distrito de Palmeira das Missões, não passava de um rancho de palha. Em 1918 diversas levas populacionais chegaram para povoar a região que nesta época já havia sido elevada ao posto de 2º Distrito de Palmeira das Missões. Em 1919 a população acolheu francamente a denominação Irahy, e por volta de 1937, seguindo os preceitos da nova ortografia, surgiu a grafia Iraí, que desde então permaneceu definitiva.
Em 1933 pelo Decreto nº 5.368 de 1º de julho, Iraí foi desmembrado de Palmeira das Missões constituindo-se em município. Foi instalada a prefeitura e tomou posse o seu primeiro prefeito, Vicente de Paula Dutra, em 13 de agosto de 1933.
Mais tarde, ao redor daquele local onde havia fontes naturais, no dia 20 de setembro de 1935, foi inaugurado o centro de tratamentos crenoterápicos Balneário Osvaldo Cruz, denominado assim em homenagem ao famoso médico sanitarista brasileiro. Na época o mais moderno da América Latina no ramo de prestação de serviços de crenoterapia, objetivando melhor qualidade dos serviços e o atendimento de um maior fluxo/dia de clientes. Sua edificação em concreto armado e formato cilíndrico, lembrando as antigas arenas romanas, foi estrategicamente planejada para suportar as grandes enchentes verificadas na várzea do Rio do Mel, próximo de onde o prédio do balneário foi construído, mais especificamente sobre a sua fonte principal de água mineral.
A água mineral do balneário jorra de uma fenda rochosa com vazão de 3,8 litros por segundo e possui temperatura de 36,5 °C. Esta, há muitos anos é renomada mundialmente por ter recebido medalha de ouro, em 1930, em Sevilha, na Espanha, por ocasião de uma exposição ibero-americana. Além disso, sua ação terapêutica no corpo humano, tanto externa como interna é muito conhecida na região. Esta água é classificada como água mineral, termal, alcalina, radioativa, bicarbonatada e clorossulfatada.
Iraí é conhecida como Cidade Saúde, devido às suas fontes de águas minerais. Essas águas devido à sua composição química são indicadas no tratamento de doenças de pele, fígado, rins, sistema nervoso e reumatismo, entre outras.
Durante os seus anos de atividade, diversas pessoas dedicaram sua vida profissional na equipe de funcionários do Balneário Osvaldo Cruz, pois este foi gerador de empregos no município, além de ser o carro-chefe do turismo em Iraí.
Em relação à etnia do município há predominância da origem italiana, mas há presença da origem alemã, polonesa, russa e luso-brasileira.

## Geografia
Localiza-se a uma latitude 27º11'37" sul e a uma longitude 53º15'02" oeste, estando a uma altitude de 235 metros. Sua população estimada em 2004 era de 8.470 habitantes.

### Relevo
O município possui 73% de terras declivosas e 27% de terras planas.
- Solos predominantes na região: solo ciríaco-charrua origem basáltica, são solos rasos (2 à 120 cm).
- Aptidão dos solos agrícolas: apenas 30% da área do município é apta para culturas anuais e 70% para fruticultura, reflorestamento, pastagens e culturas permanentes.
- Distribuição e uso do solo do município atualmente: Lavouras anuais: 10.500 ha; Pastagens naturais: 2.500 ha

### Hidrografia
- O rio Uruguai dista da cidade 2 km e faz divisa natural com o Estado de Santa Catarina; largura média no município é de aproximadamente 700 metros, as partes mais profundas chegam até 30 metros; as menos profundas chegam a pouco mais de 50 centímetros, em consequência, é navegável somente para barcos de pequeno calado; existem espécies de peixes como: surubi, dourado, piaba, tainha, cascudo, jundiá, lambari e outros.
- Rio da Várzea: nasce no município de Carazinho, tendo como foz o Rio Uruguai; faz divisa natural com os municípios de Frederico Westphalen e Vicente Dutra; dista da cidade 8 km; profundidade média: 10 metros; largura média: 80 metros.
- Rio do Mel: nasce no município de Gramado dos Loureiros e percorre Iraí de sul a norte, tendo como foz o Rio Uruguai; foi através deste rio que os desbravadores primitivos chegaram até as fontes termais; dista da cidade 200 metros; profundidade média: 2 metros; largura média 20 metros.

### Clima
Temperatura alta no verão e relativamente baixa no inverno. Iraí é semirrodeada por matas virgens, em consequência, o ar é extraordinariamente puro. Devido às quedas termométricas, as noites são agradáveis. Temperatura média anual de 20 °C. Conforme dados coletados na estação meteorológica do Instituto Nacional de Meteorologia (INMET) em Iraí, que operou entre os anos de 1935 e 2018, a menor temperatura registrada foi de −4,3 °C nos dias 29 de agosto de 1943 e 1 de agosto de 1955. A máxima histórica é 42,2 °C em 3 de janeiro de 1963. Máximas iguais ou acima dos 40 °C também ocorreram em 31 de dezembro de 1944 (41,2 °C), 2 de janeiro de 1963 (41 °C), 2 de janeiro de 1949 (40,8 °C), 18 de março de 1936  (40 °C), 13 de fevereiro de 1945 (40 °C) e 30 de dezembro de 1962 (40 °C). O recorde de precipitação acumulada em 24 horas é de 200 mm em 13 de outubro de 2000, seguido por 165 mm em 24 de fevereiro de 1998, 151,4 mm em 14 de abril de 2008 e 150,6 mm em 22 de junho de 2011.
| Dados climatológicos para Iraí | Dados climatológicos para Iraí | Dados climatológicos para Iraí | Dados climatológicos para Iraí | Dados climatológicos para Iraí | Dados climatológicos para Iraí | Dados climatológicos para Iraí | Dados climatológicos para Iraí | Dados climatológicos para Iraí | Dados climatológicos para Iraí | Dados climatológicos para Iraí | Dados climatológicos para Iraí | Dados climatológicos para Iraí | Dados climatológicos para Iraí |
| Mês | Jan                            | Fev                            | Mar                            | Abr                            | Mai                            | Jun                            | Jul                            | Ago                            | Set                            | Out                            | Nov                            | Dez                            | Ano                            |
| --- | ------------------------------ | ------------------------------ | ------------------------------ | ------------------------------ | ------------------------------ | ------------------------------ | ------------------------------ | ------------------------------ | ------------------------------ | ------------------------------ | ------------------------------ | ------------------------------ | ------------------------------ |
| Temperatura máxima recorde (°C)                                                                                                   | 42,2                           | 40                             | 40                             | 36,7                           | 34,2                           | 31                             | 32,6                           | 35,8                           | 37,6                           | 38,5                           | 39,6                           | 41,2                           | 42,2                           |
| Temperatura máxima média (°C) | 32,3                           | 31,8                           | 31                             | 27,8                           | 23,6                           | 22,2                           | 21,9                           | 24,6                           | 25,3                           | 27,7                           | 30,2                           | 31,8                           | 27,5                           |
| Temperatura média compensada (°C)                                                                                                 | 25,4                           | 24,8                           | 23,8                           | 20,4                           | 16,3                           | 15,3                           | 14,5                           | 16,5                           | 18,2                           | 21                             | 23                             | 24,8                           | 20,3                           |
| Temperatura mínima média (°C) | 20                             | 19,7                           | 18,6                           | 15,5                           | 11,9                           | 10,9                           | 9,8                            | 11                             | 12,9                           | 15,9                           | 16,8                           | 19,1                           | 15,2                           |
| Temperatura mínima recorde (°C)                                                                                                   | 5,4                            | 5,7                            | 3,9                            | −0,7                           | −1,8                           | −2,8                           | −4,1                           | −4,3                           | −1,6                           | 0,2                            | 3,3                            | 5,4                            | −4,3                           |
| Precipitação (mm) | 162,2                          | 187,3                          | 120,1                          | 157,6                          | 163,2                          | 159,1                          | 144,5                          | 129,6                          | 175,5                          | 240,7                          | 152                            | 160,2                          | 1 952                          |
| Dias com precipitação (≥ 1 mm) | 11                             | 11                             | 9                              | 9                              | 7                              | 9                              | 8                              | 7                              | 10                             | 12                             | 9                              | 9                              | 111                            |
| Umidade relativa compensada (%)                                                                                                   | 70,7                           | 74,6                           | 75,4                           | 79,2                           | 83                             | 84,5                           | 81,4                           | 76,3                           | 73,7                           | 74,5                           | 69                             | 69,7                           | 76                             |
| Insolação (h) | 238,2                          | 196,3                          | 212,9                          | 178,9                          | 155,3                          | 125,4                          | 153,7                          | 161,2                          | 147,6                          | 176,5                          | 218                            | 233,3                          | 2 197,3                        |
| Fonte: INMET (normal climatológica de 1981-2010; umidade relativa: 1991-2020; recordes de temperatura de 01/06/1935 e 31/07/2018) |                                |                                |                                |                                |                                |                                |                                |                                |                                |                                |                                |                                |                                |

## Turismo
Conhecida mundialmente por sua água mineral. Sendo considerada a segunda melhor água mineral do mundo.
Possui uma diversidade de hotéis e parques, e um centro para banhos terapêuticos.